# البندق الهيارة (أسلم)

تعديل مصدري - تعديل

البندق الهيارة هي إحدى قرى عزلة أسلم اليمن بمديرية أسلم التابعة لمحافظة حجة، بلغ تعداد سكانها 107 نسمة حسب تعداد اليمن لعام 2004.